# Giulio Fantuzzi
Giulio Fantuzzi (Reggio Emilia, 17 settembre 1950) è un politico italiano.
Già parlamentare europeo e sindaco di Reggio Emilia. 

## Biografia
Sindaco di Correggio dal 1975 al 1980 e di Reggio Emilia dal 1987 al 1991, esponente del Partito Comunista Italiano, è stato eletto deputato europeo alle elezioni del 1989, e poi riconfermato nel 1994 nella lista del PDS.
È stato membro della Commissione per l'agricoltura, la pesca e lo sviluppo rurale, della Delegazione per le relazioni con i paesi dell'Asia del Sud e l'Associazione per la cooperazione regionale dell'Asia del Sud (SAARC), della Delegazione per le relazioni con la Polonia, della Sottocommissione per la pesca, della Commissione temporanea di inchiesta sulla encefalopatia spongiforme bovina (ESB).
Nel 2007 è stato eletto coordinatore del Partito Democratico per la provincia di Reggio Emilia. Il 23 febbraio 2008 è stato eletto segretario provinciale dall'assemblea del PD reggiano.